# Limburgse korsetzweefvlieg
De limburgse korsetzweefvlieg (Neoascia unifasciata) is een vliegensoort uit de familie van de zweefvliegen (Syrphidae). De wetenschappelijke naam van de soort is voor het eerst geldig gepubliceerd in 1925 door Curran.